# 土屋太鳳
土屋 太鳳（つちや たお、1995年〈平成7年〉2月3日 - ）は、日本の女優。
東京都出身。ソニー・ミュージックアーティスツ所属。夫はGENERATIONS from EXILE TRIBEの片寄涼太。
公式ファンクラブは「Taohoney & moon」で、それを略した「タオハニ」がファンの愛称となっている。

## 略歴
2005年、角川映画、ソニーミュージック、Yahoo! JAPAN が合同で実施したスーパー・ヒロイン・オーディション ミス・フェニックスにて審査員特別賞を受賞。同オーディションの受賞者の中では最年少。
初仕事は2007年12月1日より放送されたカプコンのゲームソフト『WE LOVE GOLF!』のテレビCM（松原つよし監督）。2008年に公開された『トウキョウソナタ』 で映画デビューを果たした。その撮影現場で共演者の香川照之・津田寛治と交流し、彼らの仕事ぶりを目の当たりにしたことで、女優への決意を強める。
2008年、ジュニアファッション誌『Hana*chu→』（主婦の友社）のニューフェイスオーディションを経て専属モデルとなった。同年、約500名の候補者の中から劇場版『釣りキチ三平』のゆりっぺ役に抜擢され、主人公・三平の幼馴染を演じる。
2010年、芸能活動が許される高校に入学。女子校で、在学中は創作ダンス部に所属し、仕事の合間をぬって全国大会にも出場した。同年、NHK大河ドラマ『龍馬伝』でテレビドラマ初出演、主人公・坂本龍馬の姉・坂本乙女の少女期を演じた。
2011年、『鈴木先生』（テレビ東京）で連続ドラマ初レギュラー出演。キーパーソンとなる女子生徒・小川蘇美役を演じ、注目を浴びる。
2012年10月、当時の所属事務所・ウエストサイドの吸収合併に伴い、親会社で、現在の所属事務所であるソニー・ミュージックアーティスツへ移籍。
2013年、浜松市天竜区水窪町を中心とした地域振興プロジェクト、映画『果てぬ村のミナ』の松下神菜役にて、初の主演を務めた。
2013年3月、高校を卒業。同年4月、日本女子体育大学体育学部運動科学科舞踊学専攻に入学。多忙のため出席日数が足りず、ストレート（4年間）での卒業は叶わなかった。その後も留年を重ねたが、2021年3月15日、入学から8年がかりで卒業にこぎつけた。
2014年、NHK連続テレビ小説『花子とアン』出演期間中に、2015年上半期放送の『まれ』のオーディションに参加し、2020人の応募者の中からヒロインに選ばれる。
ヒロインのキャラクターが活発なイメージということから、役作りのためにデビュー以来のトレードマークだったロングヘアを40cmも切った。今作では、オープニング・テーマ曲「希空〜まれぞら〜」の1番の作詞を担当した。なお、2番の歌詞は一般公募で、土屋も審査に参加した。
2017年、初めての洋画吹替となった劇場アニメ『フェリシーと夢のトウシューズ』では、主題歌「Felicies」の作詞と歌唱も担当した。
2018年12月30日、『第60回輝く!日本レコード大賞』（TBSテレビ・ラジオ）で、安住紳一郎（TBSアナウンサー）と共に総合司会を務める。
2019年1月19日より12月19日まで日本テレビ系バラエティー番組『ぐるぐるナインティナイン』の企画「グルメチキンレース・ゴチになります!」で、「パート20」のメンバーとしてレギュラー出演した。
2019年12月30日、『第61回輝く!日本レコード大賞』（TBSテレビ・ラジオ）で、安住紳一郎と共に総合司会を務める（2年連続）。
2020年12月10日、Netflix制作の主演ドラマ『今際の国のアリス』が全世界同時配信された。
2023年1月1日、GENERATIONS from EXILE TRIBEの片寄涼太との結婚と第1子妊娠をあわせて発表した。
2023年2月11日、WOWOWプライム配信のアクターズ・ショート・フィルム3『Prelude〜プレリュード〜』で監督・脚本デビューした。
2023年8月29日、自身のInstagramを更新し、第1子を出産したことを報告した。なお、出産日や性別については明かさなかった。その後、『今際の国のアリス』の3作目の撮影のため産後約三か月で女優復帰し、以後も多くの作品に出演している。

## 人物
- 憧れの人物はエンヤ、中島美嘉、柴咲コウ、CHARA（みんな自分の声を持っているから）、トム・クルーズ[35]、ジョニー・デップ、香川照之、蒼井優[36]。
- 尊敬する人は家族[35]。父親は秋田県出身、母親は広島県生まれで九州出身[注 2]。兄弟は、2歳上の姉（土屋炎伽（ほのか・1992年8月26日（32歳））[37]と、2歳下の弟（土屋神葉（しんば・1996年4月4日（29歳））[38]がいる。親戚にはバリトン歌手の土屋広次郎がいる[39]。
- 「心の師匠」として挙げる人物は佐藤健[40]、出川哲朗、イモトアヤコ、鈴木亮平[41]。
- 座右の銘は「自分を信じる」「感謝」「ごはんをよく噛む」[42]。テレビ東京のドラマ『鈴木先生』公式サイト内のプロフィールでは「LAST ONE STANDING」「感謝と初心を忘れない」を挙げている[43]。
- 『鈴木先生』（2011年4月 - 6月放送。同年9月7日に『完全版 DVD-BOX』発売）の先行版DVD『鈴木先生〜2-A 僕らのGo!Go! 号外版〜』（8月10日発売）の発売記念イベントにて、長谷川博己が演じる主役の鈴木章との妄想シーン撮影時のエピソードを尋ねられた際、「原作を読んだ時には、これは放送出来ないのでは? と驚いたが、自分はこの作品にお嫁に行くんだなと思い、覚悟を決めて取り組んだ」と当時の決意を明かした。
- お笑いコンビ・ダウンタウンの浜田雅功の次男・未乘とは同じ私立幼稚園、私立小学校出身で、土屋が小学4年生の時に『HEY!HEY!HEY! MUSIC CHAMP』（フジテレビ）を視聴した次の日の授業参観で、浜田の存在を知った[44]。
- 2016年10月8日の『オールスター感謝祭』（TBS）で「赤坂5丁目ミニマラソン」に出場し、女子の1位となる（総合8位）[45]。
- 俳優の野村祐希（野村将希の次男）とは、3歳からの幼なじみ[46][注 3]。
- 『まれ』（2015年のNHK連続テレビ小説）のヒロインを務めたことがきっかけで、2016年10月に輪島観光大使および白米千枚田オーナー制度特別名誉会員に就任した。
- ブログを頻繁に更新し長文を掲載していることで知られる[47]。2016年8月23日に更新が途切れた際には、そのこと自体がニュースの一部として報じられた[48]。
- 2016年12月16日、Instagramを始める[49]。ブログと同様な長文のキャプションを付けての投稿が多い。
- 直筆の筆跡はフォントのように整然とそろった“マス目文字”と呼ばれるタイプ[50]。
- 滑舌をよくするために舌の一部の除去手術をしたり、役作りのためトレードマークだったロングヘアを40cm切ったりしたこともあり、そんな土屋のストイックさに大物俳優やタレントたちからの評価も高い[51]。
- 『トリガール!』で共演した間宮祥太朗とは「太鳳」「祥太朗」と下の名前で呼び合うほど仲良しだったと話題になったこともある[51]。
- 朝ドラは、『あまちゃん』のオーディションも受けたことがあり、その時は一次で落ちたとのこと[52]。
- 『花子とアン』の頃には、コンビニエンスストアでアルバイトをしていたことがある[53]。
- ロッテのCMを長く務めていたこともあり、千葉ロッテマリーンズの本拠地・千葉マリンスタジアムでの始球式を複数回務めた。
  - 2016年3月26日、対北海道日本ハムファイターズ（開幕戦）[54]
  - 2016年8月10日、対東北楽天ゴールデンイーグルス[55]
  - 2017年4月4日、対北海道日本ハムファイターズ（本拠地開幕戦）[56]
- 高校生役を演じる機会が多く、『まれ』以降毎年青春映画で主演を務めてきたが、『春待つ僕ら』をもって一旦青春映画を卒業することを宣言[57]。しかし『ゴチ』加入により再び制服に袖を通すことになったため、宣言を撤回し、同年12月の最終戦で矢部浩之のゴチ復帰による繰り上げクビをもって完全に卒業した。
- 16歳の頃に「舌小帯」を切除する手術をしたことがある[58]。

### 名前の由来
「太鳳（たお）」という名前は本名である。胎児の性別を教えない産院で生まれたため、名前を決めるのに困った母親が「生まれたばかりの裸の赤ん坊が雲の上で寺子屋のような低い長机に正座し、細長い紙に筆で『二月三日生まれ 女 太凰』と書いていた」という内容の予知夢を見たことに由来する。予定日は先だったが夢見どおり2月3日朝に突然女児が誕生したため、「女の子なのに『太』という字を名前につけていいのか?」と、家族が「太」の字を中国の辞書で調べたところ、「女性の尊称にも使う」と書かれていたことから、女児に使ってもよいだろうとの結論を得る。しかし、1995年当時「凰」は人名用漢字に指定されていなかったため、「雄のフェニックス」という意味になるが形と意味が似ている「鳳」を使い、「太鳳＝たお」と命名された。芸能界入りのきっかけとなった「ミス・フェニックス」オーディションには、名前のつながりから「私だ!」と思い、直感で応募したという。

### 趣味
- 趣味は読書、映画鑑賞、音楽鑑賞、スポーツ[35]。ドラマ『鈴木先生』公式サイト内のプロフィール[43] では「映画館に一日いること」、「空の写真を撮る」ことを挙げている。

### 特技
- 特技は3歳から習い続けている日本舞踊、クラシックバレエ、ヒップホップダンス、三線、篠笛、小太鼓、陸上、ピアノ演奏[61]、家事（洗い物や料理、小さい子の世話をすることが得意）[35] 、乗馬、スキー、バスケットボール[36]。

### 嗜好
- 好きな映画は『シザーハンズ』、『ラスト サムライ』、『野性の証明』、『キサラギ』、『Watch withMe〜卒業写真〜』[36]。ドラマ『鈴木先生』公式サイト内のプロフィールでは、『アマデウス』、『劒岳 点の記』を挙げている。
- 好きな漫画・アニメは『のだめカンタービレ』、『釣りキチ三平』、『ガラスの仮面』[42]。
- 特撮作品を好んで視聴しており、特に印象に残っている作品として『超光戦士シャンゼリオン』を挙げている[62]。
- 好きな小説は『走れ!T校バスケット部』（松崎洋）[42]。ドラマ『鈴木先生』公式サイト内のプロフィール[43] では、『ふたり』（赤川次郎）、『日輪の遺産』（浅田次郎）を挙げている。
- 好きな食べ物は肉[61]。嫌いな食べ物は特にない[42]。

## 出演

### 映画
- トウキョウソナタ（2008年9月27日） - 黒須美佳 役[注 7]
- 釣りキチ三平（2009年3月20日） - 高山ゆり 役[63]
- ウルトラマンゼロ THE MOVIE 超決戦!ベリアル銀河帝国（2010年12月23日） - エメラナ・ルルド・エスメラルダ 役[64]
- 日輪の遺産（2011年8月27日） - スーちゃん 役[65]
- 果てぬ村のミナ（2012年[注 8]） - 主演・松下神菜 役[注 9]
- 映画 鈴木先生（2013年1月12日） - 小川蘇美 役[69]
- アルカナ（2013年10月19日） - 主演・まき / 長瀬さつき 役[注 10][70][71]
- 赤々煉恋（2013年12月21日） - 主演・樹里 役[72]
- るろうに剣心 - 巻町操 役[73][74]
  - るろうに剣心 京都大火編（2014年8月1日）
  - るろうに剣心 伝説の最期編（2014年9月13日）
  - るろうに剣心 最終章 The Final（2021年4月23日）
- 人狼ゲーム ビーストサイド（2014年8月30日） - 主演・樺山由佳 役[75]
- 図書館戦争−THE LAST MISSION−（2015年10月10日） - 中澤毬江 役[76]
- orange -オレンジ-（2015年12月12日） - 主演・高宮菜穂 役[77]
- 青空エール（2016年8月20日） - 主演・小野つばさ 役[78]
- 金メダル男（2016年10月22日） - 横井みどり 役[79]
- PとJK（2017年3月25日） - 主演・本谷歌子 役[80]
- 兄に愛されすぎて困ってます（2017年6月30日） - 主演・橘せとか 役[81]
- トリガール!（2017年9月1日） - 主演・鳥山ゆきな 役[82]
- 8年越しの花嫁 奇跡の実話（2017年12月16日[注 11]） - 主演・中原麻衣 役[84]
- となりの怪物くん（2018年4月27日） - 主演・水谷雫 役（菅田将暉とW主演）[85]
- 累 -かさね-（2018年9月7日） - 主演・丹沢ニナ / 淵累 役（芳根京子とW主演）[86]
- 春待つ僕ら（2018年12月14日） - 主演・春野美月 役[87]
- 七つの会議（2019年2月1日） - 三沢奈々子 役[88]
- フード・ラック!食運（2020年11月20日） - 主演・静香 役[89]
- 哀愁しんでれら（2021年2月5日[注 12]） - 主演・福浦小春 役[91][92]
- ヒノマルソウル〜舞台裏の英雄たち〜（2021年6月18日[注 13]） - 西方幸枝 役[95]
- 鳩の撃退法（2021年8月27日） - 鳥飼なほみ 役[96]
- 大怪獣のあとしまつ（2022年2月4日[97]） - ヒロイン・雨音ユキノ 役[98][99]
- わたしの幸せな結婚（2023年3月17日） - 澄美 役（特別出演）[100]
- マッチング（2024年2月23日） - 主演・唯島輪花 役[101][102][103][104][105]
- 帰ってきた あぶない刑事（2024年5月24日） - 永峰彩夏 役[106]
- 赤羽骨子のボディガード（2024年8月2日） - 尽宮正親 役[107]
- 八犬伝（2024年10月25日） - 伏姫 役[108]
- 盤上の向日葵（2025年10月31日公開予定） - 奈津子 役[109]

### 舞台
- プルートゥ PLUTO（2018年1月7日 - 28日、Bunkamuraシアターコクーン / 2月、ヨーロッパツアー / 3月上旬、森ノ宮ピロティホール） - ウラン / ヘレナ 役[110]
- ミュージカル「ローマの休日」（2020年10月、帝国劇場 / 2020年12月、名古屋・御園座 / 2021年1月、福岡・博多座） - 主演・アン王女 役（朝夏まなととのWキャスト）[111][112]
- 坂元裕二 朗読劇2021『忘れえぬ 忘れえぬ』、『初恋』と『不倫』（2021年4月13日 - 25日、よみうり大手町ホール）[113]
- 印象派 NÉO vol.4 「The Miracle of Pinocchio『ピノキオの偉烈』」（2023年6月3・4日、群馬・高崎芸術劇場 スタジオシアター / 6月10・11日、福岡・北九州芸術劇場 中劇場 / 6月14日 - 18日、東京・新国立劇場 中劇場 / 6月22・23日、京都・ロームシアター京都 サウスホール、6月28日、ルーマニア・シビウ Sala Eugenio Barba公演）[注 14]
- 彩の国シェイクスピア・シリーズ2nd Vol.2『マクベス』（2025年5月8日 - 25日、彩の国さいたま芸術劇場 大ホール） - マクベス夫人 役[117]
- 朗読劇『ぼうけんの星』（2025年11月8日・9日〈予定〉、九州大学医学部 百年講堂）[118]

### テレビドラマ
- 大河ドラマ 龍馬伝 第1話（2010年1月3日、NHK総合） - 坂本乙女（少女期） 役[注 15]
- 犬飼さんちの犬 第8話 - 最終話（2011年3月4日 - 4月8日、AMGエンタテインメント） - 蓮田ルミ 役[注 16]
- 鈴木先生（2011年4月25日 - 6月27日、テレビ東京） - 小川蘇美 役
  - 鈴木先生の結婚報告〜待望の休暇も心の汗が止まらないッ!〜（2013年1月1日）
- 桜蘭高校ホスト部 第4話・第6話（2011年8月12日・26日、TBS） - 宝積寺れんげ 役
- 連続テレビ小説（NHK総合）
  - おひさま 第19週 - 第25週（2011年8月13日 - 9月23日） - 木村ハナ 役
  - 花子とアン 第7週 - 最終週（2014年5月14日 - 9月27日） - 安東（森田 / 益田）もも 役
  - まれ 第1週（6話）- 最終週（2015年4月4日 - 9月26日） - 主演・津村（紺谷）希 役[119]
- 忠臣蔵〜その義その愛〜（2012年1月2日、テレビ東京） - 井坂八重 役
- 黒の女教師（2012年7月20日 - 9月21日、TBS） - 松本栞 役
- ウルトラマン列伝 第62話 - 第63話（2012年9月5日 - 12日、テレビ東京） - エメラナ・ルルド・エスメラルダ 役
- 新ウルトラマン列伝 第99話 - 第104話（2015年5月26日 - 6月30日、テレビ東京） - エメラナ・ルルド・エスメラルダ 役
- アルカナ ショートムービー〜分身3D〜（2013年3月24日、スカパー!） - 主演・まき / さつき 役[71][注 17]
- 真夜中のパン屋さん（2013年4月28日 - 6月16日、NHK BSプレミアム） - ヒロイン・篠崎希実 役[120]
- リミット（2013年7月12日 - 9月27日、テレビ東京） - 神矢知恵子 役[121]
- 今夜は心だけ抱いて（2014年3月4日 - 4月22日、NHK BSプレミアム） - 主演・真丘美羽 役（田中美佐子とW主演）
- 図書館戦争 ブック・オブ・メモリーズ（2015年10月5日、TBS） - 中澤毬江 役[122]
- 下町ロケット（2015年 - 、TBS） - 佃利菜 役
  - 2015年版（2015年10月18日 - 12月20日）[123]
  - 2018年版（2018年10月14日 - 12月23日）[124]
  - 新春ドラマ特別編（2019年1月2日）[125]
- 女性作家ミステリーズ 美しき三つの嘘 第2話「炎」（2016年1月4日、フジテレビ） - 主演・香川亜利沙 役[126]
- カッコウの卵は誰のもの（2016年3月27日 - 5月1日、WOWOW） - 主演・緋田風美 / 畑中広恵 役（1人2役）[127]
- お迎えデス。（2016年4月23日 - 6月18日、日本テレビ） - ヒロイン・阿熊幸 役[128]
- IQ246〜華麗なる事件簿〜（2016年10月16日 - 12月18日、TBS） - ヒロイン・和藤奏子 役[129]
- 兄に愛されすぎて困ってます（2017年4月12日 - 5月10日、日本テレビ） - 主演・橘せとか 役[130]
- ドラマミステリーズ 〜カリスマ書店員が選ぶ珠玉の一冊〜「恋煩い」（2017年4月22日、フジテレビ） - 主演・蔵元亜希 役[注 18][131]
- チア☆ダン（2018年7月13日 - 9月14日、TBS） - 主演・藤谷わかば 役[132]
- 約束のステージ 〜時を駆けるふたりの歌〜（2019年2月22日、読売テレビ・日本テレビ） - 主演・小沢翼 役[133][134]
- 砂の器（2019年3月28日、フジテレビ） - 成瀬梨絵子 役[135]
- Wの悲劇（2019年11月23日、NHK BSプレミアム） - 主演・和辻摩子 役[136]
- 連続ドラマW 鉄の骨（2020年4月18日 - 5月16日、WOWOW） - 野村萌 役
- 4つの不思議なストーリー〜超常ミステリードラマSP「冬の奇跡」（2020年12月26日、フジテレビ） - 主演・望月加奈子 役
- 新春ドラマスペシャル 優しい音楽〜ティアーズ・イン・ヘヴン 天国のきみへ（2022年1月7日、テレビ東京） - 主演・鈴木千波 役[137]
- やんごとなき一族（2022年4月21日 - 6月30日、フジテレビ） - 主演・篠原佐都 役[138][139]
- 世にも奇妙な物語'22 秋の特別編「元カレと三角関係」（2022年11月12日、フジテレビ） - 主演・ミカ 役[140]
- アクターズ・ショート・フィルム3「Prelude〜プレリュード〜」（2023年2月11日、WOWOWプライム） - 監督・脚本・主演・歩架 役[31]
- 警部補ダイマジン（2023年7月7日 - 9月1日、テレビ朝日） - 七夕夕夏 役[141]
- Shrink-精神科医ヨワイ-（2024年8月31日 - 9月14日、NHK総合・BSプレミアム4K） - ヒロイン・雨宮有里 役[142]
- 海に眠るダイヤモンド（2024年10月20日 - 12月22日、TBS） - 百合子 役[143]
- イグナイト -法の無法者- 第1話（2025年4月18日、TBS） - 斎藤美咲 役[144]　※特別出演

### ネットドラマ
- 今際の国のアリス（Netflix） - 主演・宇佐木柚葉 役（山﨑賢人とのW主演）
  - シーズン1（2020年12月10日）[28]
  - シーズン2（2022年12月22日）[145]
  - シーズン3（2025年9月25日配信予定）[146][147][148]
- ヒヤマケンタロウの妊娠（2022年4月、Netflix） - 本人 役

### テレビアニメ
- 僕だけがいない街（2016年1月 - 3月、フジテレビ） - 主演・藤沼悟（10歳） 役[149][150]

### 劇場アニメ
- アイの歌声を聴かせて（2021年10月29日） - 主演・芦森詩音 役[151]

### 吹き替え

#### 映画
- バンブルビー（2019年3月22日日本公開、アメリカ） - 主演・チャーリー 役〈ヘイリー・スタインフェルド〉[152][注 19]

#### アニメ
- フェリシーと夢のトウシューズ（2017年8月12日日本公開、フランス・カナダ合作） - 主演・フェリシー 役[22]

### オリジナルビデオ
- ウルトラマンゼロ外伝 キラー ザ ビートスター（2011年11月25日・12月22日、バンダイビジュアル） - エメラナ・ルルド・エスメラルダ 役

### ミュージック・ビデオ
- コブクロ
  - 「hana」（2015年4月20日）[153]
  - 「未来」（2015年12月16日）[154]
- GReeeeN
  - 「夢」（2016年2月24日）[155]
- シーア
  - 「アライヴ」（アルバム『ディス・イズ・アクティング』に収録。日本版。2016年3月2日（15秒版）・6日（全編）公開）[156][157]
- ねごと
  - 「空も飛べるはず」（両A面シングル「空も飛べるはず/ALL RIGHT」に収録。2017年8月30日）[158]
- GENERATIONS from EXILE TRIBE
  - 「You & I」（2020年6月17日）[159][160]

### バラエティ番組
- オールスター感謝祭 2016秋（2016年10月8日、TBS） - 赤坂5丁目ミニマラソンに出走、8位（女子部門に限れば1位）入賞。
- しあわせニュース（NHK総合）
  - 2015夏だ!お盆だ!お祭りだ!スペシャル!!（2015年8月14日） - スタジオゲスト（『まれ』ヒロインとして）
  - 2016おおみそか（2016年12月31日） - MC[161]
  - 2017おおみそか（2017年12月31日） - MC[162]
- ぐるぐるナインティナイン「グルメチキンレース・ゴチになります!」（2019年1月17日 - 2019年12月19日、日本テレビ） - 「パート20」メンバー[25][26]

### 音楽番組
- NHK紅白歌合戦（NHK総合・ラジオ第1）
  - 第65回（2014年12月31日） - 朝ドラ企画『花子とアン』、朝ドラ3ヒロイン（『花子とアン』：吉高由里子、『マッサン』：シャーロット・ケイト・フォックス、『まれ』：土屋）揃い踏みトーク。
  - 第66回（2015年12月31日） - ゲスト審査員（『まれ』で共演していた大泉洋とともに出演。）
  - 第67回（2016年12月31日） - 郷ひろみ「言えないよ」でダンスパフォーマンス[163]
- SONGS（NHK総合）
  - 第351回「〜夏うたdiary〜」（2015年8月15日） - ナレーター
  - 第420回「母の日SP〜お母さんに送りたい名曲集」（2017年5月11日） - ナビゲーター
  - 第450回「三浦大知」（2018年2月1日） - 三浦大知との対談ゲスト出演
  - 第484回「中島みゆき」（2019年1月26日） - 百田夏菜子（ももいろクローバーZ）・吉岡聖恵（いきものがかり）とともに対談出演。
- 輝く!日本レコード大賞（TBSテレビ・ラジオ）
  - 第60回（2018年12月30日） - 司会（安住紳一郎と担当）[24]
  - 第61回（2019年12月30日） - 司会（安住紳一郎と担当）[27]
- シブヤノオト（NHK総合）
  - （2020年11月8日・15日・12月6日） - スペシャルMC[164]
  - （2021年4月3日 - 2022年3月19日） - レギュラーMC（麒麟・川島明と担当）[165]
- HAPPYクリスマスおもちゃ屋MISIA（2020年12月22日、日本テレビ） - トークゲスト、ライブMC[166]

### 特別番組
- 24時間テレビ 愛は地球を救う47（2024年8月31日 - 9月1日、日本テレビ）[167]
- 池上彰の昭和100年＆令和の挑戦者SP　土屋太鳳があの軍艦島へ（2025年3月9日、テレビ東京）

### ドキュメンタリー
- ワザビト BRIDGE OF DREAMS（2015年10月18日 - 2018年3月25日、TBS） - ナレーター[168]
- ザ・プレミアム「土屋太鳳が行く!欧州スイーツ紀行〜パリ・アルザス・ウィーン〜」（2016年2月13日、NHK BSプレミアム）[169]
- リオ&東京五輪の翼たち FLY to 2020（2016年2月21日、TBS） - ナレーター[170]
- 情熱大陸（2016年3月6日、毎日放送・TBS系列）[171][157]
- 自分の足で頂上へ〜難病の少年と土屋太鳳が挑むスイスの名峰 ブライトホルン登山（2019年12月23日、BS日テレ）
- 二条城音舞台【旅人・土屋太鳳が誘う、静寂の夜◆世界遺産「二条城」魂の呼吸】（2022年11月6日、毎日放送・TBS系全国ネット） - 旅人[172][173]
- NNNドキュメント23「私は…91歳のチアリーダー　滝野文恵という生き方」（2023年4月10日〈9日（日曜）深夜〉、日本テレビ） - ナレーター
- ザ・ノンフィクション「人力車に魅せられて3」（2023年5月7日〈前編〉・14日〈後編〉、フジテレビ） - ナレーター

### ラジオ
- dアニメストア presents 「僕だけがいない街」土屋太鳳×伊藤智彦監督 スペシャルWEBラジオ!（2016年1月14日 - 3月24日、dアニメストア）[174]
- 土屋太鳳のオールナイトニッポン（2019年1月2日（1日深夜）、ニッポン放送） - パーソナリティ[175]

### CM
- 伊藤園 健康ミネラルむぎ茶（2005年）[注 19]
- カプコン WE LOVE GOLF!（2007年12月 - 2008年2月）
- ベネッセコーポレーション 進研ゼミ高校講座（2012年6月 - 11月）
- ソニー WALKMAN Fシリーズ（2012年10月 - 2013年3月）
- DMM.com（2013年1月 - ）
- サムスン電子 GALAXYS4（2013年8月 - 9月）
- ロッテ
  - ガーナミルクチョコレート（2014年 - 2018年）
    - 「ケンカ」篇（2014年4月15日 - ）[176]
    - 「チョコびらき」篇（2014年9月2日 - ）[177]
    - 「バレンタイン篇2015」（2015年1月20日 - ）[178]
    - 「母の日2015」篇（2015年4月14日 - 5月10日）[179]
    - 「バレンタイン篇2016」（2016年1月20日 - ）[180]
    - 「母の日2016」篇（2016年4月12日 - ）[181]
    - 「予想外に自転車」篇（2017年1月24日 - ）[182]
    - 「デコガーナを贈ろう」篇（2017年4月20日 - ）[183]
    - 「この冬ガーナで何をする?」篇（2017年11月7日 - ）[184]

  - 雪見だいふく（2015年 - ）[185]
    - 「夏雪見」篇（2019年5月22日 - ）[186]
    - 「月を見たら」篇（2019年9月3日 - ）[187]
    - 「雪見涼み作法」篇・「恋と雪見のお作法」篇（2020年5月26日 - ）[188]
- イーデザイン損害保険（2014年 - ）[189]
  - 「事故対応-登場編」/「事故対応-すべてお任せ編」（2015年11月 - ）[190][191][注 20]
- ディスコ
  - キャリタス就活 2017 イメージキャラクター（2015年）[192][193]
- エイブル
  - あたらしい私編（2016年）[194]
  - 実感(たんもり)編 / 実感(ラッキー)編（2017年）[195]
- 日本コカ・コーラ
  - 爽健美茶（2016年 - ）[196]
  - 爽健美茶 健康素材の麦茶（2017年 - ）[197]
  - 爽健美水（2018年 - ）[198]
  - い・ろ・は・す（2021年 - )
- JRA日本中央競馬会「HOT HOLIDAYS!」（2017年 - 2021年）[199][200]
  - 「何も知らない」篇（フェブラリーステークス）
  - 「次から次へと」篇（天皇賞（春））
  - 「おまつり」篇（日本ダービー）
  - 「春」篇
  - 「ウマジョ、の日」篇（UMAJO）
  - 「十場十色」篇（夏競馬）
  - 「自分ならどうする？」篇（スプリンターズステークス）
  - 「ウマジョ、の日2」篇[201]（UMAJO）
  - 「コーディネート?」篇（菊花賞）
  - 「なげーーー!」篇（天皇賞（秋））
  - 「女子のみ」篇（エリザベス女王杯）
  - 「背負うもの」篇（ジャパンカップ）
  - 「クリスマスイブ」篇（有馬記念）
- 西武鉄道（2017年）[202]
  - 「ちちんぶいぶい秩父」シリーズ
    - 「春夏」篇
    - 「春夏乗り物」篇
    - 「春夏グルメ」篇
    - 「秋冬」篇
    - 「秋冬体験」篇
    - 「秋冬景観」篇

  - 旅するレストラン「52席の至福」篇（「8年越しの花嫁」タイアップ版）
  - 川越縁結び篇 (2019年10月4日 -)[203]
- ダイハツ工業 ブーン
  - 「ブーン隊 デザイン」篇（2017年10月 - ）[204]
- プリマハム
  - 香薫あらびきポーク（2018年9月21日 - ）[205]
  - 夏ギフト「ありがとう」篇（2019年6月17日 - ）[206]
  - 冬ギフト「ふるさと」篇 (2019年11月1日 -) [207]
- ソフトバンク「ギガ国物語」（2019年1月12日 - ）[208]
- タカラスタンダード
  - 「Takara loves you.」(キッチン・バスルーム)篇（2019年10月7日 - ）[209]
  - 「家族が、ぐっと、近くなる」(キッチン・バスルーム)編（2022年10月7日 - ）[210]
- Apaman Network アパマンショップ - 姉・炎伽と共演
  - 「理想のお部屋 姉妹」篇（2023年12月 - ）[211]
  - 「福岡県店舗数No1! 物件数ばさらか!」篇（2024年11月20日 - ）[212]
- 理想実業 どうとんぼり神座
  - 「はじめてなのに、ずっと前から好きな味。」篇（2025年4月1日 - ）※関西エリア限定[213]
  - 「心ゆくまで、おいしい夏」篇（2025年7月17日 - ）[214]

### 広告
- 駿台予備学校イメージガール（2011年）
- UNIQLO 「WAKE UP」（2012年）
- 中川政七商店 「motta」イメージモデル（2013年）
- 内閣府 平成25年度自殺予防週間ポスター（2013年）[215]
- ポッカサッポロ がぶ飲み（2014年）[216]
- 建設業労働災害防止協会 労働衛生週間ポスター（2014年）[217]
- 「ウルトラマンフェスティバル2017」公式サポーター（2017年）[218]
- ロッテ
  - Fit's「2年F組 Fit's組 教育実習生土屋太鳳」編（2017年） - ウェブ限定プロモーションムービー[219]
  - ロッテ・アシックスウォーキング「通勤ジム」プロジェクト アンバサダー（2019年）[220]
- アシックスブランドアンバサダー（2017年 - 2021年）
- ベンチャーバンク「ホットヨガスタジオLAVA」ブランドアンバサダー（2018年）[221]
- 振袖専門店 ジョイフル恵利 イメージキャラクター（2018年 - 2022年）[222]

## 書籍
- 連続テレビ小説「まれ」写真集（2015年9月16日、NHK出版、撮影：市橋織江） ISBN 978-4-14-407212-3

### 写真集
- つぼみ1 土屋太鳳（2011年10月13日、マガジンハウス、撮影：石垣星児）ISBN 978-4-8387-2349-2
- フォトブック「DOCUMENT」（2015年2月3日、東京ニュース通信社、撮影：細居幸次郎）ISBN 978-4-86336-456-1
- 土屋太鳳2nd写真集「初戀。」（2017年12月15日、東京ニュース通信社、撮影：藤本和典・演出：辻本知彦）ISBN 978-4-86336-714-2[223]
- 土屋太鳳フォトブック「たおリズム」（2024年1月29日、小学館、撮影：岡本俊）ISBN 978-4-09682-439-9[224]

### 雑誌
- Hana*chu→（2008年3月号 - 2010年7月号、主婦の友社） - 専属モデル

## 楽曲

### 配信
- 希空〜まれぞら〜 - 連続テレビ小説『まれ』オープニング曲・作詞（2015年）
- Fēlicies（） - アニメ映画『フェリシーと夢のトウシューズ』日本版主題歌作詞・歌唱（2017年）[23]
- Anniversary - 実写映画『春待つ僕ら』主題歌歌唱（2018年 - 北村匠海（DISH//）とTAOTAK（） を結成。）
- ユー・ニード・ア・フレンド 〜あなたには友達が要る〜 - アニメ映画『アイの歌声を聴かせて』劇中歌（2021年）[151]

### その他
- 幸せのセレナーデ - 読売テレビ開局60年記念スペシャルドラマ『約束のステージ 〜時を駆けるふたりの歌〜』メインテーマ曲（2019年）。
- 恋と雪見のお作法 - ロッテ 「雪見だいふく」CMソング（2020年）。

## 受賞歴
2015年
- ジャパンアクションアワード2015 ベストアクション女優賞（『るろうに剣心 京都大火編／伝説の最期編』）
- ベストスマイル・オブ・ザ・イヤー2015
- 第28回小学館・DIMEトレンド大賞『話題の人物賞』

2016年
- 第39回日本アカデミー賞 新人俳優賞（『orange - オレンジ -』）
- 第22回ボウリングマスメディア大賞 
- 第40回エランドール賞 新人賞
- BLOG of the year2015 優秀賞（オフィシャル部門）
- 第2回クリスマスジュエリープリンセス賞（女優部門）

2017年
- 第9回TAMA映画賞 最優秀新進女優賞（『トリガール!』『PとJK』『兄に愛されすぎて困ってます』『金メダル男』 ）
- 第30回日本メガネベストドレッサー賞（芸能界部門・女性）
- 第15回クラリーノ美脚大賞2017（20代部門）
- Penクリエイター・アワード2017

2018年
- 第41回日本アカデミー賞 優秀主演女優賞（『8年越しの花嫁 奇跡の実話』）

2019年
- ジュエリー業界が選ぶ“第7回ウーマン オブ ザ イヤー”

2024年
- 第48回日本アカデミー賞 優秀助演女優賞（『八犬伝』）